# ラリー・ソーン
ラリー・アラン・ソーン（Larry Alan Thorne, 1919年5月28日 - 1965年10月18日）は、フィンランド出身の軍人。冬戦争及び継続戦争ではフィンランド国防軍大尉として歩兵中隊を率い、継続戦争後はナチス・ドイツの武装親衛隊将校として東部戦線各地を転戦、さらに第二次世界大戦後はアメリカ陸軍将校としてベトナム戦争で特殊部隊を率いた。このため、彼は「3つの旗の下で戦った兵士」(the soldier who fought under three flags)として知られる。また、ラリー・アラン・ソーンはアメリカに渡った後に名乗った英語名で、フィンランド語の出生名はラウリ・アラン・トルニ(Lauri Allan Törni)である。

## 若年期
1919年5月28日、ラウリ・アラン・トルニはフィンランド・ヴィープリにて父ヤルマリ・トルニ(Jalmari Törni)と母ローザ(Rosa)の元に生を受けた。兄がいたがトルニが産まれる前に天然痘で病死している。1920年にはサルメ・クーリッキ(Salme Kyllikki)、1922年にはカイヤ・イーリス(Kaija Iiris)という2人の妹が生まれている。父はフィンランド砂糖社(Suomen Sokeri Oy)に雇われた小さな貨物船の船長で、軍に入隊するまではトルニも同じ貨物船で船員として働いていた。

## 軍歴
1938年9月3日、兵役を果たす為にフィンランド国防軍に入隊する。10月8日には機関銃中隊へ配属され、12月には下士官学校に入学。翌1939年3月1日には伍長への昇進を果たす。

### 第二次世界大戦

#### 冬戦争・継続戦争

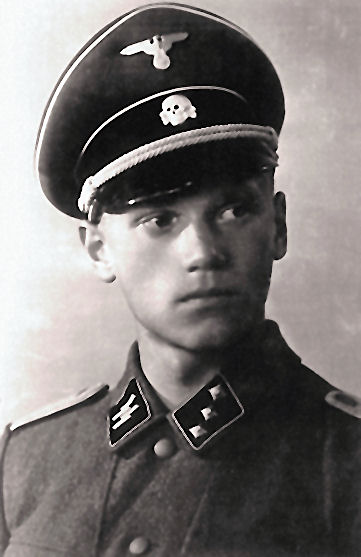
親衛隊少尉時代のラウリ・トルニ(1941年)

1939年秋、トルニの兵役期間が完了した直後、冬戦争が勃発した。フィンランド国防軍は戦時動員体制に移行し、兵役を終え予備役将兵の一員となったトルニもそのまま軍に残留する事となった。トルニはマルッティ・ヌルミ中佐に率いられた第4猟兵大隊に配属される。同大隊は敵後方への浸透攻撃を任務としており、第13師団の指揮下でラドガ湖北部に展開していた。
1940年1月、ヌルミ中佐が交通事故死する。新たな大隊長にはマッティ・アールニオ少佐が着任した。彼はラドガ湖の前線に移動し、レメッティ(Lemetti)におけるソ連軍師団の包囲殲滅に参加した。この戦いの中で、彼の英雄的な功績は上官たちによってすぐさま認められた。1940年2月からハミナの予備役将校学校に入学し、冬戦争終盤には少尉に昇進している。
冬戦争終結後の1941年、ナチス・ドイツの武装親衛隊ヴィーキング師団にてフィンランド義勇兵大隊の編成が始まる。同年6月6日、トルニも武装親衛隊に入隊し、武装親衛隊少尉として同大隊に所属したものの、7月10日には士官不足を理由にフィンランド国防軍に呼び戻された。

トルニ支隊の部隊章

トルニの名を一層知らしめたのは、続いてフィンランドとソ連の間で戦われた継続戦争における彼の功績である。1943年1月、遊撃戦を専門とする2個中隊を第1師団から抽出することが決定され、トルニは第2遊撃戦中隊の指揮官に就任した。この部隊は非公式にトルニ支隊と呼ばれた。遊撃戦中隊は敵の戦線後方に侵入して破壊工作を行う事を目的とした部隊で、その戦果はすぐに両軍で評判となった。トルニ支隊に所属した兵士の一人には、後のフィンランド大統領マウノ・コイヴィストがいた。1944年7月から8月にかけて、トルニ支隊は継続戦争最後の戦いでもあるイロマンツィの戦いに参加した。この戦いの間、コイヴィストはトルニ大尉指揮下の偵察中隊に参加していたという。

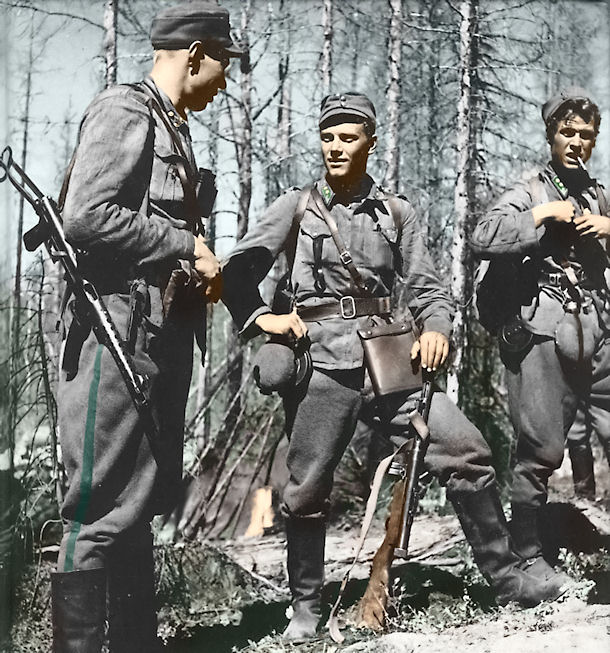
フィンランド軍人時代のトルニ。左からペンテ・ラリオ大尉(Pentti Railio)、ラウリ・トルニ中尉、ホルゲル・ピトカネン中尉(Holger Pitkänen)

トルニ支隊はソビエト連邦軍に重大な損害を与えた為、ソ連軍当局はトルニにおよそ300万フィンランドマルク相当の懸賞金を掛けた。彼はソ連軍当局が懸賞金を掛けた唯一のフィンランド将校であった。1944年7月8日、マンネルヘイム十字章を受賞する。

#### 親独派レジスタンス運動と武装親衛隊
1944年9月19日、フィンランドとソ連の間でモスクワ休戦協定が締結され、継続戦争は終結した。しかしトルニは、駐留ドイツ軍をフィンランド軍が排除するべきと定めたこの協定を受け入れることが出来なかった。トルニはフィンランド国防軍を脱走し、ナチス・ドイツの特殊部隊ゾンダーコマンド・ノルトから支援を受けつつ、ソビエト連邦が全土を掌握したフィンランドで親独派レジスタンス運動を設立した。この時期にはトルニ以外にも多くの国防軍将校が密かに親独派レジスタンスに協力し、各種の軍事訓練を行っていた。まもなくしてラップランド戦争が勃発すると、これらの抵抗運動はドイツ軍に協同してソ連軍の側面を攻撃した。
1945年1月22日、トルニと数人のフィンランド人将校はドイツ側の申し出に応じ、ブラックスナシン(Blacksnäsin)の漁村沖からUボートに乗り込み、ドイツ本土へと渡った。彼らは破壊工作の訓練を受けた後に武装親衛隊へ配属され、ゾンダーコマンド・ノルトの隊員としてフィンランド、ノルウェー、スウェーデン、デンマーク、そして東部戦線などで各種の特殊作戦に従事した。4月15日、トルニは武装親衛隊大尉への昇進を果たした。その後、デンマークにおける作戦中にイギリス軍（資料によってはアメリカ軍とも）によって捕えられ、捕虜収容所に収監されているが、トルニはすぐさま脱走した。

### 戦後
1945年夏、トルニはフィンランドへの帰国を果たす。しかしソビエト連邦の影響下に置かれたフィンランドでは、ナチス・ドイツへの協力を理由に多くの元軍人が反逆者と見なされ、弾圧されていた。トルニも秘密警察Valpoによってトゥルクで逮捕されるも移送中に脱走した。1946年3月、ヘルシンキで再び逮捕され、反逆の咎で有罪判決を受ける。これによって6年の懲役及び4年間の市民権の剥奪を言い渡された。しかし1947年7月には刑務所を脱走してフィンランドを逃れた。その後、1948年12月23日にユホ・クスティ・パーシキヴィ大統領による特赦が行われた。
1949年、トルニは冬戦争以来の戦友だったホルゲル・ピトカネン(Holger Pitkänen)元中尉と共に、偽造旅券とかつての船員仲間を頼りにトルニオから国境を越え、フィンランド系住民の多いスウェーデンのハパランダに逃れた。さらに鉄道でストックホルムへと向かったが、この途中にピトカネンは逮捕されフィンランドへ送還されてしまう。その後、トルニはフィンランド系スウェーデン人のマリア・コプス(Marja Kops)と結婚し、しばらくストックホルムで生活していたが、やがて偽名で輸送船ボリビア号(SS Bolivia)の水夫となり、ベネズエラへ向かった。ボリビア号が寄航したカラカスの港でトルニはかつての上官であり、戦後になって反逆者としてフィンランドから追放されたアールニオ元大佐と再会する。カラカスにいる間、トルニはアールニオの助けを得て生活していた。

### アメリカ合衆国へ

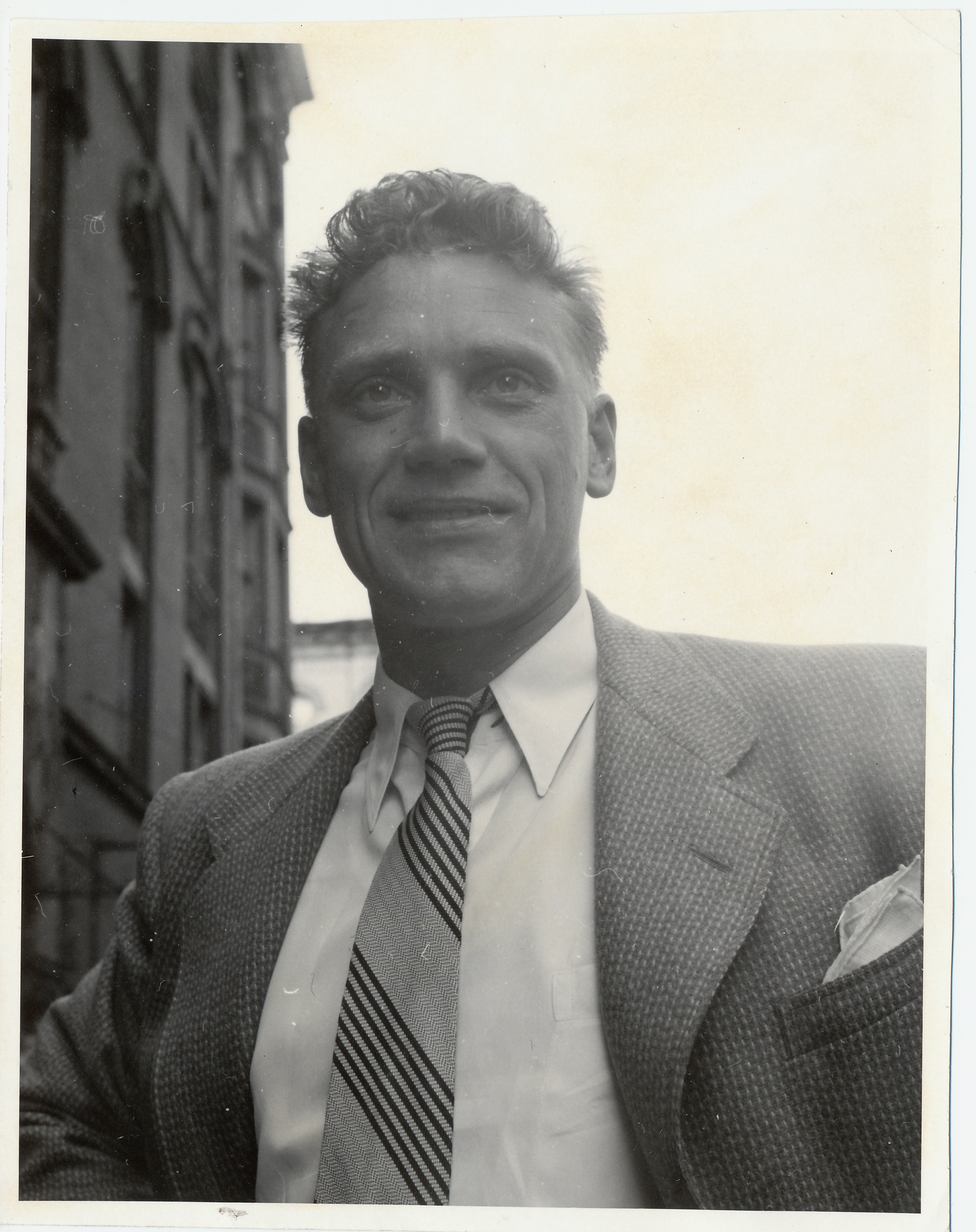
ラリー・ソーン（1951年）

1950年、トルニはスウェーデン・アメリカ間の定期便スカーゲン号(MS Skagen)に潜り込む。そして、スカーゲン号がアラバマ沖のメキシコ湾を航行中に海へ飛びこみ、泳いでアメリカへ渡った。ニューヨークのブルックリンに辿り付いた後、フィンランド系アメリカ人コミュニティの助けを受け、フィンランド人街で大工や清掃員として働いた。1953年頃、元戦略情報局(OSS)長官ウィリアム・ドノバンの協力を得て正式な定住許可を受け取った。

#### アメリカ軍人として

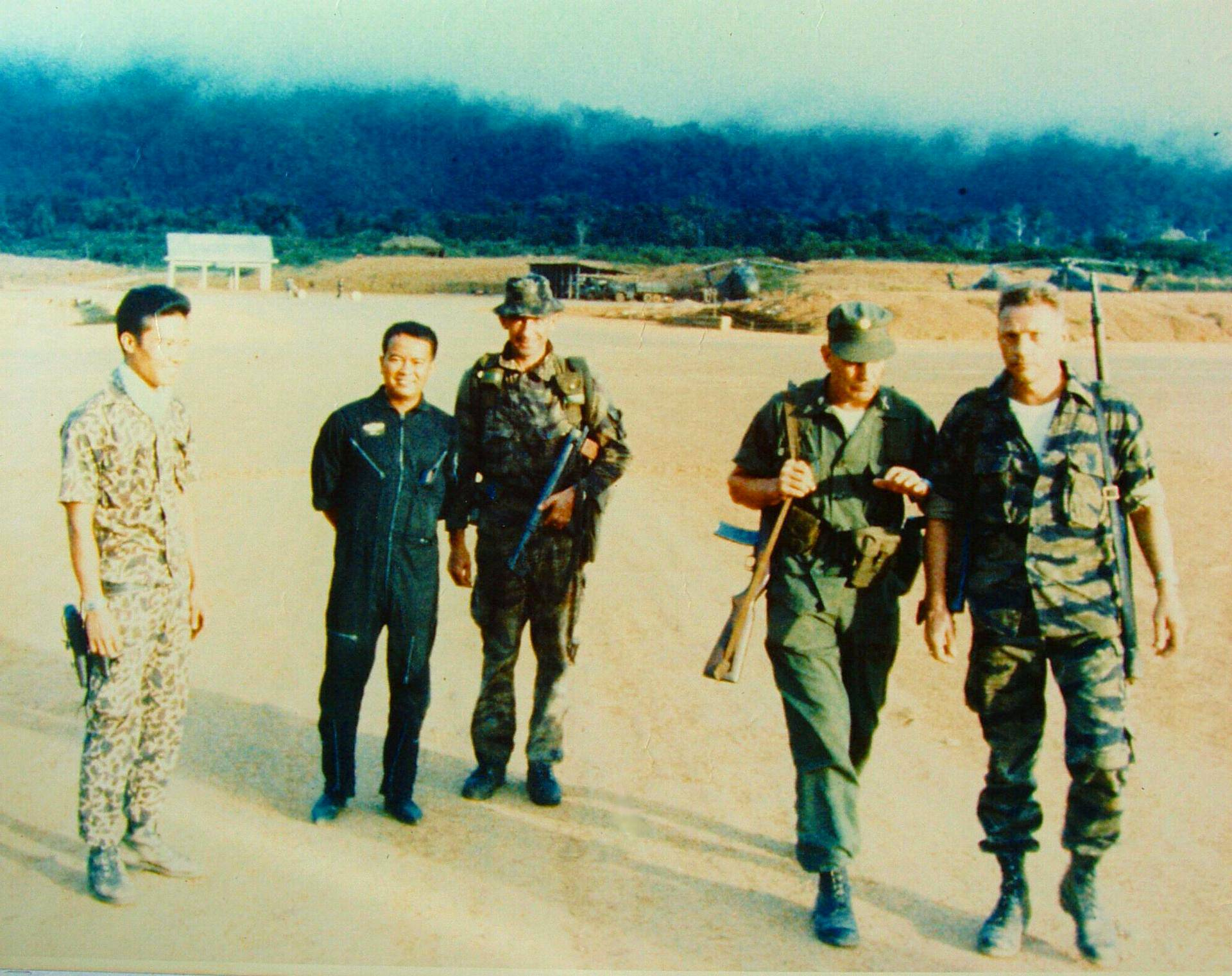
カムドゥクにて出発前に撮影された偵察チーム。右端がソーン大尉。撮影されたのは戦死の3日前で、ソーンの姿を捉えた最後の写真となった（1965年10月15日）

1954年、ロッジ・フィルビン法に基づきアメリカ陸軍に入隊。この頃からラリー・ソーンという英語名を名乗り始めた。アメリカ軍人として勤務する間、彼はアルポ・マルッティネン中佐の名から「マルッティネンの仲間たち」と通称されたフィンランド系将校のグループと親交を持った。彼らの多くはソーンと同様、亡命しロッジ法の下で入隊を果たした元フィンランド軍人だった。彼らは特殊部隊の創設に関与し、ソーンはスキーや登山、サバイバル戦術やゲリラ戦術の教官を務めた。その後、彼は空挺学校を卒業し、1957年にはアメリカ陸軍中尉、1960年には大尉となった。1958年から1962年にかけて、彼は西ドイツに配置された第10特殊部隊グループに参加し、イラン・ザグロス山脈における捜索救助任務に携わり、再び戦功が評価される。
1963年11月、彼は特殊部隊A-734に参加し、メコン・デルタで戦った。この戦いで名誉戦傷章を2度受けている。1965年には軍事顧問とし、南ベトナム軍事援助司令部付研究・観察グループ（Military Assistance Command, Vietnam – Studies and Observations Group 、MACVSOG）の教官となる。
1965年11月18日、特殊任務の最中、彼の搭乗していたヘリコプターがダナンから40kmの地点で撃墜された。すぐに捜索部隊が派遣されたものの、彼らは墜落地点まで到達出来なかった。少佐への昇進が決定した直後の出来事であった。
ベトナム戦争終結後も長らく彼の遺骨は発見されなかったが、1999年になってラリー・ソーンのものとされる遺骨が発見された。2003年6月26日、遺骨が本人のものと確認され、ラリー・ソーンはようやくアーリントン国立墓地に埋葬された。
ラリー・ソーンはアーリントン国立墓地に埋葬されている唯一の武装親衛隊員である。

## その後

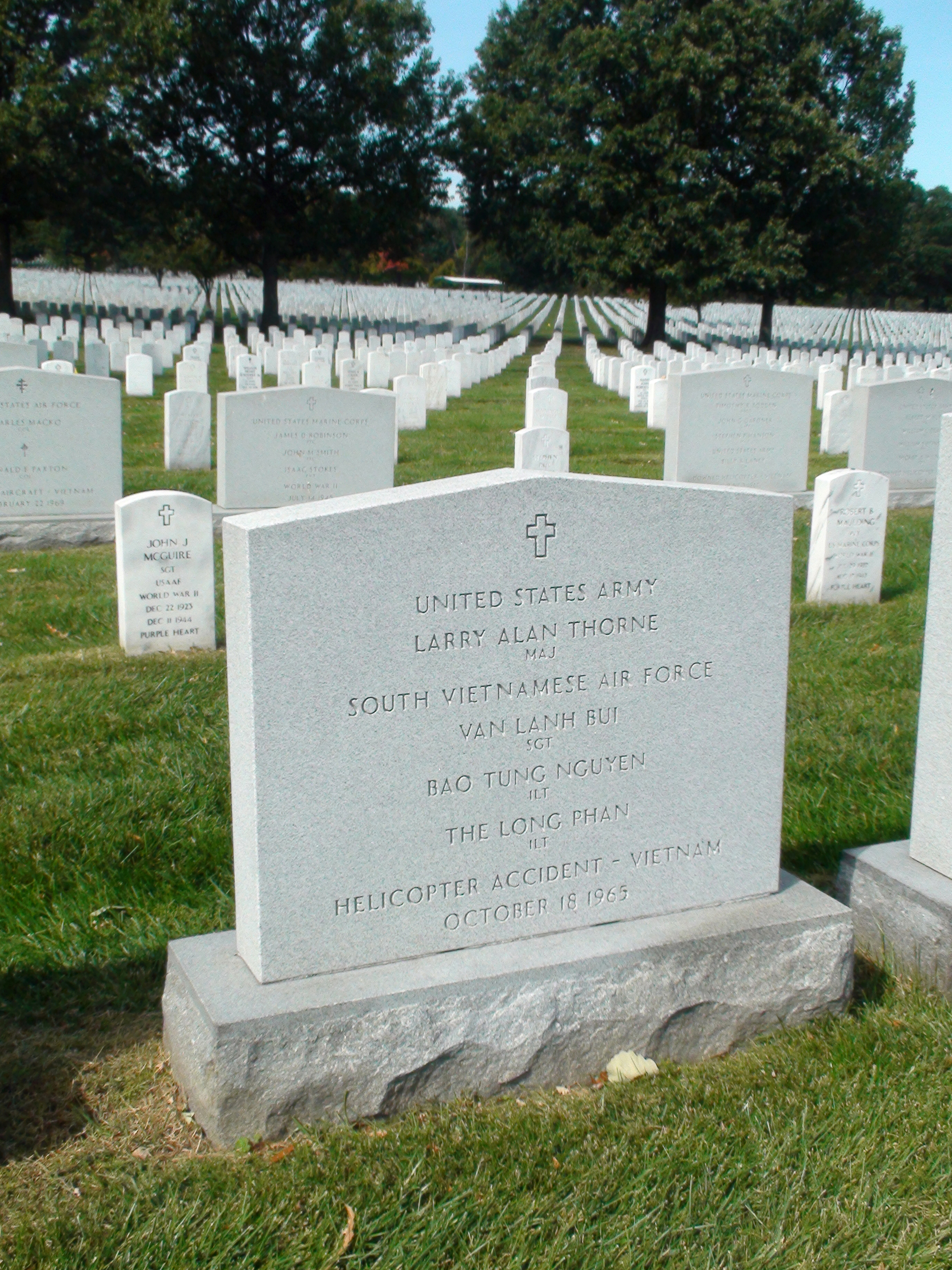
アーリントン国立墓地にあるラリー・ソーン少佐と同乗者の墓。南ベトナム空軍のVan Lanh Bui軍曹、Bao Tung Nguyen中尉、The Long Phan中尉の名がある

コロラド州フォート・カーソンに駐屯する第10特殊作戦グループの本部ビル前には、ラリー・ソーンの慰霊碑が設置された。フィンランドでは生存していた家族やトルニ支隊の元隊員がラウリ・トルニ記念財団を組織した。ロビン・ムーアの小説「グリーン・ベレー」の主人公スヴェン・コルニエ(Sven Kornie)はラリー・ソーンをモデルとしている。2004年のテレビ番組「偉大なるフィンランド人」では、ラウリ・トルニは全時代における偉大なるフィンランド人第52位に選ばれた。

## 階級及び受賞

### フィンランド国防軍
階級
- 1938年9月3日：二等兵(varusmies)
- 1939年3月1日：伍長(alikersantti) - 以降は予備役(reservin)としての階級
- 1940年5月9日：少尉(vänrikki)
- 1942年3月27日：中尉(luutnantti)
- 1944年8月27日：大尉(kapteeni)
- 1950年10月6日：軍籍が削除される。

受章
- 1940年7月26日：二級自由勲章(2. lk vapaudenmitali)
- 1940年8月24日：一級自由勲章(1. lk vapaudenmitali)
- 1941年10月9日：三級自由十字勲章(3. lk vapaudenristi)
- 1942年5月23日：四級自由十字勲章(4. lk vapaudenristi)
- 1944年7月9日：マンネルヘイム十字章(Mannerheim-risti)
- 冬戦争従軍記章(Talvisodan muistomitali)
- 継続戦争従軍記章金賞(Jatkosodan muistomitali)
- 第1師団記念記章(1. div. muistoristi)
- 海外猟兵記章(Rajajääkärijoukkojen risti)
- 国防軍勲章銅賞(Puolustusvoimien pronssinen mitali)

### 武装親衛隊
階級
- 1941年5月18日：武装親衛隊少尉(Untersturmführer), 武装SSフィンランド義勇兵大隊(Finnisches Freiwilligen-Bataillon der Waffen-SS)
- 1945年4月15日：武装親衛隊大尉(Hauptsturmführer), ゾンダーコマンド・ノルト(Sonderkommando Nord)

受章
- 1943年12月11日：二級鉄十字章

### アメリカ陸軍
階級
- 1954年1月28日：二等兵(Private, PV-1)
- 1954年5月28日：一等兵(Private E-2, PV-2)
- 1954年12月20日：上等兵(Private First Class, PFC)
- 1955年4月28日：伍長(Corporal, CPL)
- 1955年11月17日：軍曹(Sergeant, SGT)
- 1957年1月9日：中尉(First Lieutenant, 1st LTN)
- 1960年11月30日：大尉(Captain, CPT)
- 1965年12月16日：少佐(Major, MAJ) - 死後追贈

受章
- 銅星章(Bronze Star)
- 陸軍称揚章(Army Commendation Medal)
- 名誉戦傷章(Purple Heart) - 2度受章
- 勲功章(The Legion of Merit)
- 陸軍善行章(Army Good Conduct Medal)
- 国防従軍章(National Defence Service Medal)
- ベトナム戦線記念記章(Vietnam Campaign Medal)
- ベトナム従軍記章(Vietnam Service Medal)
- 空軍勲章(Air Medal)
- 戦闘歩兵章(Combat Infantry Badge)
- 落下傘記章(Parachute Badge (Master))
- 殊勲飛行十字章(Distinguished Flying Cross)
- 特殊部隊第1連隊の名誉隊員称号
- 殊勲部隊章(Presidential Unit Citation) - ソーン及び特殊作戦群隊員に対して2001年に追贈された。